# Boris Quercia Martinic
Boris Quercia Martinic (Santiago, 26 d'agost de 1966) és un actor, director, guionista, productor i escriptor xilè. En teatre ha destacat per la seva interpretació de Roberto Parra Sandoval en l'aclamada obra La negra Ester de Andrés Pérez. Com a cineasta, el seu primer llargmetratge Sexo con amor va ser guardonat amb diversos premis nacionals i internacionals. Com a director de televisió, la sèrie Los 80 s'ha convertit en una de les més reeixides de la televisió xilena, des de l'estrena de la seva primera temporada en 2008. I com a escriptor ha guanyat el Gran Premi de la Literatura Policial a França amb la seva segona novel·la, Perro muerto.

## Biografia
Fill de l'actor Mauricio Benito Quercia Pesce i de Krasna Dominga Martinic Jelincic, Boris estudió actuación en la Universidad de Chile.
És un dels fundadors de la companyía Teatro Provisorio, que més tard es va convertir en el Gran Circo Teatro, dirigit per Andrés Pérez, i on va protagonitzar la famosa obra de teatre La negra Ester. Més tard va integrar la companyia Teatro Sombrero Verde, sota la direcció de Willy Semler.
La seva carrera com a director de cinema va començar amb el curtmetratge Ñoquis (1995), gravat en format de 16 mm, seguit per El lanza (1997), de 35 mm. El 2000 va estrenar L.S.D., la primera pel·lícula xilena gravada en format digital, i tres anys després va aparèixer el seu primer llargmetratge, Sexo con amor, amb el qual va guanyar el Premi Altazor com a millor director, a més de diversos altres guardons internacionals per millor pel·lícula i direcció. En 2006 va sortir la seva segona cinta llarga, El rey de los huevones. Quercia ha estat el guionista de tots els seus films.
En televisió, va dirigir les primeres cinc temporades (2008-2012) de la sèrie Los 80, que es va convertir en una més reeixides de Xile. Finalment, va decidir deixar la sèrie per a poder actuar a l'adaptació xilena de l'exitosa El hombre de tu vida. Sobre aquest canvi, diu que quan el van convidar a participar en el càsting se sentia insegur perquè mai havia interpretat el paper de conqueridor. "Però bo, vaig fer el càsting igual i els va agradar i em van insistir que fes el personatge. El problema és que m'anava a topar amb Los 80 i vaig haver de prendre una decisió ben complicada, perquè jo em sento bé amo d'aquest projecte d'alguna manera, vaig fer cinc temporades com a director, vaig escriure diversos guions, llavors va ser complicat".

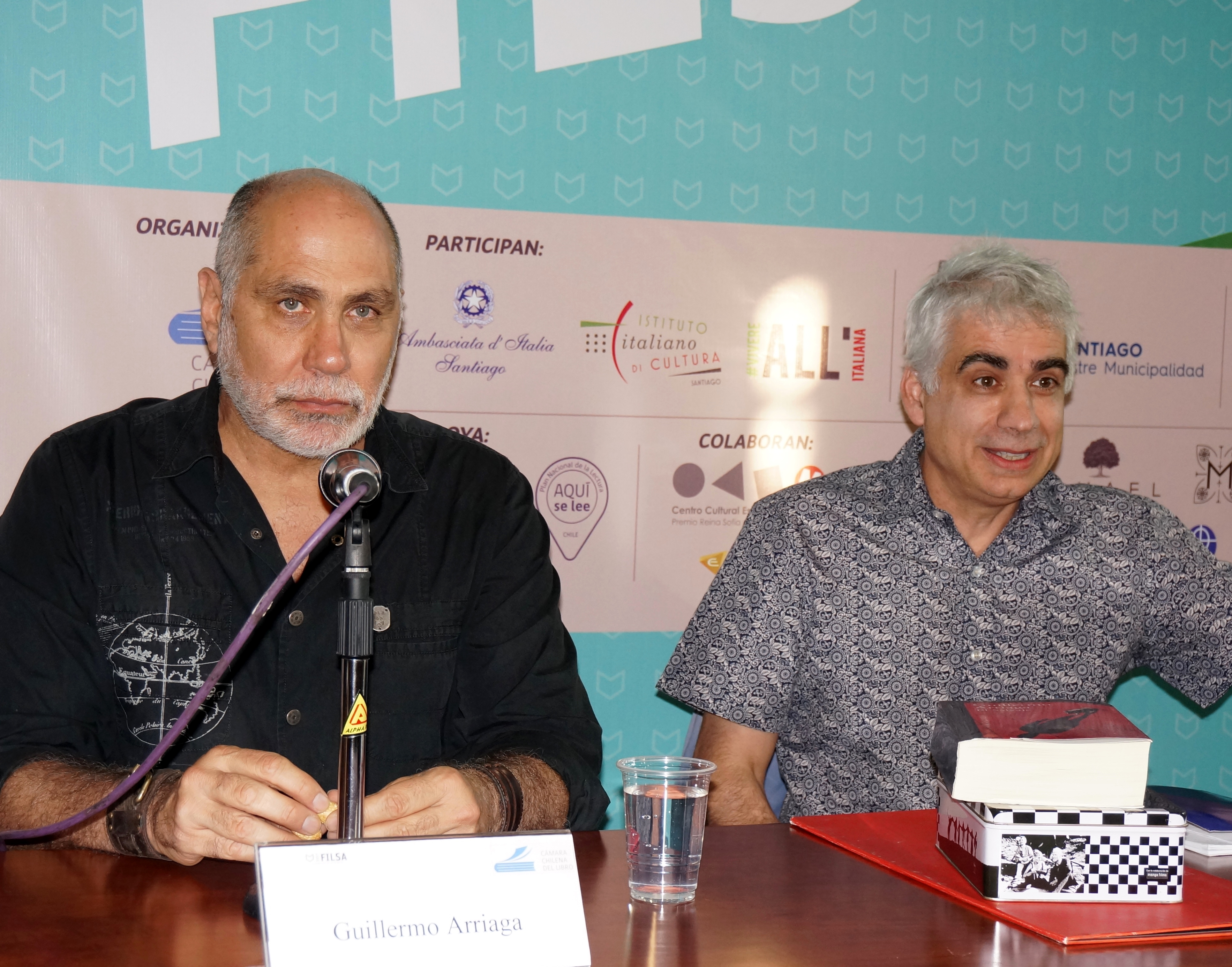
Amb Guillermo Arriaga a la FILSA 2017

El 2010 Quercia va publicar la seva primera novel·la, Santiago Quiñones, tira. Sobre la seva vena d'escriptor va dir en 2013: "Haig de trobar-me més espais per a dedicar-me a escriure, però és de les coses que més m'apassionen. I va estar molt bona l'experiència de la novel·la, em va agradar molt, crec que a més es va construir un personatge que podria seguir en altres instàncies."
La seva segona novel·la policíaca la va treure en 2015 en França Perro muerto (Tant de chiens, traduïda per Isabel Siklodi; Editorial Asphalte) protagonitzada pel mateix personatge, el detectiu de la PDI Santiago Quiñones. A l'any següent, el llibre va guanyar en aquest país el Gran Premi de la Literatura Policial en la categoria Novel·la estrangera. Aquest guardó, el Grand prix du roman noir, es concedeix anualment a la millor novel·la francesa i a la millor novel·la policíaca internacional publicada durant el mateix any. El 2016 la novel·la "Tant de Chiens" també va guanyar el "Prix Claude Chabrol" en el festival de cinema de Beaune.
El 2019 Boris Quercia publica "La sangre no es agua" a Xile. Aquesta novel·la és el final de la trilogia protagonitzada pel seu detectiu Santiago Quiñones. Aquest mateix any B. Quercia dirigeix la seriï "Tira" basada en aquesta mateixa novel·la. Com en la majoria dels seus treballs audiovisuals el seu germà Antonio Quercia realitza la direcció de fotografia.

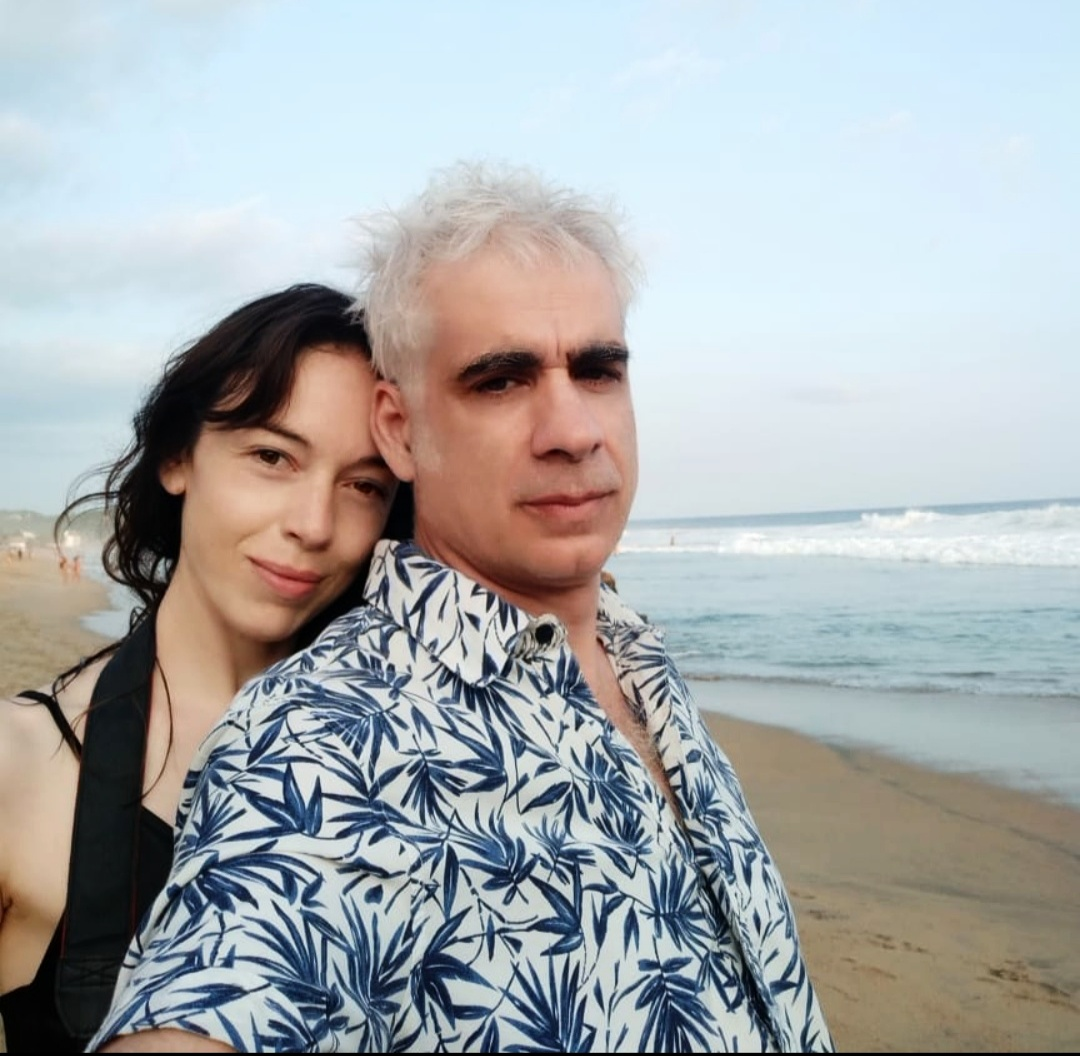
Carla Echeverría i Boris Quercia 2019, San Agustinillo, Mèxic.

## Obres

### Cinema

#### Actor
| Any  | Pel·lícula                         | Personatge  |
| ---- | ---------------------------------- | ----------- |
| 1993 | Johnny cien pesos                  | Parker      |
| 1994 | Pelea de fondo (curt)              |             |
| 1995 | Vine a decirles que me voy (curto) |             |
| 1995 | Asfalto sin rumbo (curt)           |             |
| 1996 | Mi último hombre                   | Rodrigo     |
| 1997 | El lanza (curt)                    |             |
| 1997 | Historias de fútbol                | René        |
| 1998 | El hombre que imaginaba            | Aníbal      |
| 1999 | El desquite                        | Guillermo   |
| 2000 | L.S.D                              |             |
| 2000 | Coronación                         | Andrés jove |
| 2002 | La perra                           |             |
| 2003 | Sexo con amor                      | Emilio      |
| 2006 | El Rey de los huevones             | Anselmo     |
| 2008 | ChilePuede                         | Guillermo   |
| 2009 | Super, todo Chile adentro          | Hugo        |
| 2018 | ¿Cómo andamos por casa?            | Eduardo     |

#### Director
- 1995 - Ñoquis (curtmetratge)
- 1997 - El lanza (curtmetratge)
- 2000 - L.S.D
- 2003 - Sexo con amor
- 2006 - El rey de los huevones
- 2018 - ¿Cómo andamos por casa?[8]
- 2020 - Un kilo de cenizas"

#### Guionista
- 1995 - Ñoquis (curtmetratge)
- 1997 - El lanza (curtmetratge)
- 1999 - El desquite
- 2000 - L.S.D
- 2003 - Sexo con amor
- 2006 - El rey de los huevones
- 2008 - ChilePuede
- 2018 - ¿Cómo andamos por casa?[8]

#### Productor
- 1997 - El lanza (curtmetratge)
- 1999 - El desquite
- 2000 - L.S.D
- 2006 - Kiltro

### Teatre
- 1988: La historia sin fin, adaptació de la novel·la de Michael Ende, Dir. Horacio Videla. Grupo Teatro Provisorio
- 1988-1992: La negra Ester, de Roberto Parra (com Roberto Parra), Dir. Andrés Pérez. Grupo Gran Circo Teatro
- 1990: Época 70 Allende, creació col·lectiva, Dir. Andrés Pérez. Grupo Gran Circo Teatro
- 1992: Ricardo II i Noche de reyes, de William Shakespeare (com Sir Tobias Belch), Dir. Andrés Perez. Grupo Gran Circo Teatro
- 1993: Sabor a miel, de Shelagh Delaney, Dir. Willy Semler. Grupo Teatro Sombrero Verde
- 1994: Trasnochados, d'Alberto Fuguet i Teatro Sombrero Verde, Dir. Willy Semler. Grupo Teatro Sombrero Verde
- 1996: El desquite, de Roberto Parra, Dir. Andrés Perez. Grupo Teatro Sombrero Verde
- 1997: La maratón, de Claude Confortés, Dir. Willy Semler. Grupo Teatro Sombrero Verde
- 1999: Los bufones de Shakespeare, de Boris Quercia i Teatro Sombrero Verde, Dir. Willy Semler.
- 2009: Malacara, adaptació de la novel·la de Guillermo Fadanelli, Dir. Álvaro Viguera.

### Televisió

#### Actor
- 1991 - Ellas por ellas, com Manolo
- 1995 - Matías, el cuentacuentos, com Matías.
- 1995 - El amor esta de moda, com Domingo.
- 1996 - Marrón Glacé, el regreso, com Ciro Chaquib
- 1996 - Vecinos puertas adentro, com Eugenio
- 1997 - Eclipse de luna, com Alejandro Llich.
- 1998 - Amándote, com José Ignacio Bermúdez.
- 1999 - Fuera de control, com Gino Mackenzie.
- 2000 - Sabor a ti, com Fidel Castro Castro.
- 2013 - El hombre de tu vida, com Hugo Canales.
- 2015 - Entre caníbales, com Samuel Amerman

#### Guionista
- 2004 - Coguionista Geografía del deseo
- 2007 - Coguionista Huaiquimán y Tolosa
- 2008 - 2012 - Coguionista Los 80
- 2019 - Coguionista Tira

#### Director
- 2004 - Geografía del deseo
- 2007 - Huaiquimán y Tolosa
- 2008 - Los 80 - 1a temporada
- 2009 - Los 80 - 2ª temporada
- 2010 - Los 80 - 3ª temporada
- 2011 - Los 80 - 4ª temporada
- 2012 - Los 80 - 5ª temporada
- 2019 - Tira[9]

### Llibres
- 2008 - Sexo con amor, guió de la pel·lícula homònima (Ocho Libros Editores)
- 2014 - Santiago Quiñones, tira (Random House Mondadori; traduïda al francès per Baptiste Chardon i Isabel Siklodi com Les Rues de Santiago Editorial Asphalte Francia. Editorial Alreves, Barcelona, bajo el título de "Hoy no quiero matar a nadie")
- 2015 - Perro muerto (Penguin Random House traduïda al francès per Isabel Siklodi com Tant de chiens Editorial Asphalte.)
- 2019 - La sangre no es agua (Penguin Random House traduïda al francès per Isabel Siklodi com La legende de Santiago Editorial Asphalte)[10]
- 2021 - Electrocante (Penguin Random House traduïda al francès per Isabel Siklodi i Guilles Marie com Les rêves qui nous restent Editorial Asphalte)

## Premis
| Any  | Premi | Categoria                  | Obra                          | Resultat  |
| ---- | --- | -------------------------- | ----------------------------- | --------- |
| 2016 | Gran Premi de Literatura Policial                                                                                                | Novel·la extranjera        | Tant de chiens (Perro muerto) | Guanyador |
| 2016 | "Prix Claude Chabrol" festival de cine de Beaune                                                                                 | Novel·la policial          | Tant de chiens (Perro muerto) | Guanyador |
| 2011 | Premi Altazor de les Arts Nacionals                                                                                              | Direcció: Gènere dramàtico | Los 80                        | Guanyador |
| 2010 | Premi Altazor de les Arts Nacionals                                                                                              | Direcció: Gènere dramàtic  | Los 80                        | Guanyador |
| 2009 | Premi Altazor de les Arts Nacionals                                                                                              | Direcció: Gènere dramàtic  | Los 80                        | Guanyador |
| 2009 | Premi Altazor de les Arts Nacionals                                                                                              | Guion                      | Los 80                        | Guanyador |
| 2005 | Premi Altazor de les Arts Nacionals                                                                                              | Direcció: Gènere dramàtic  | Geografía del deseo           | Guanyador |
| 2005 | Premi Altazor de les Arts Nacionals                                                                                              | Guió                       | Geografía del deseo           | Guanyador |
| 2004 | Premi Altazor de les Arts Nacionals                                                                                              | Direcció: Cinems           | Sexo con amor                 | Guanyador |
| 2004 | FESTIVAL LLATINOAMERICÀ DE CINEMA DE MIAMI (EE. UU.) Garsa d’Or al millor director (“Sexo Con Amor”)                             | Direcció: Cinema           | Sexo con amor                 | Guanyador |
| 2003 | Festival de Cinema Iberoamericà de Huelva Carabela de Plata al millor director (“Sexo Con Amor”)                                 | Direcció: Cinema           | Sexo con amor                 | Guanyador |
| 2003 | Festival de Cinema Iberoamericà de Huelva Carabela de Plata al millor director (“Sexo Con Amor”)                                 | Direcció: Cinema           | Sexo con amor                 | Guanyador |
| 2003 | Festival de Cinema Iberoamericà de Huelva ASECAN al millor llargmetratge (“Sexo Con Amor”)                                       | Direcció: Cinema           | Sexo con amor                 | Guanyador |
| 2003 | Festival de Cinema Iberoamericà de Huelva Manuel Barba de la Asociación de la Prensa de Huelva al millor guion (“Sexo Con Amor”) | Direcció: Cinema           | Sexo con amor                 | Guanyador |
| 2003 | FESTIVAL DE CINEMA DE MONTECARLO (Mónaco) Platinum Award a la millor pel·lícula (“Sexo Con Amor”)                                | Direcció: Cinema           | Sexo con amor                 | Guanyador |
| 1993 | Premi Apes (Associació de periodistes d’espectacles)                                                                             | millor actor               | Sabor a Miel                  | Guanyador |
| 1989 | Premi Apes (Associació de periodistes d’ espectacles)                                                                            | millor actor               | La negra Ester                | Guanyador |